# مارك بينيت (لاعب اتحاد الرغبي)
مارك بينيت (بالإنجليزية: Mark Bennett)‏ هو لاعب اتحاد الرغبي بريطاني، ولد في 26 يناير 1969 في نيث ‏ في المملكة المتحدة.